# Завод з випалу руди в Хіноедо
Завод з випалу руди в Хіноедо (Hinojedo) – виробничий майданчик на півночі Іспанії, споруджений для обслуговування гірничодобувного процесу.
Ще в 1856 році компанія Real Compañía Asturiana de Minas (RCAM), за якою стояв бельгійський капітал, почала розробку рудника Реосін – найбільшої цинкової копальні в історії Іспанії. Тривалий час розробка стосувалась мінералів з окисленої зони із високим вмістом цинку, втім, на тлі вичерпання таких запасів почали залучати в розробку й більш бідні сульфідні руди. Для їх переробки в 1920-х роках запустили флотаційну збагачувальну фабрику та завод в Хіноедо, що був заснований в 1929-му з метою підвищення вмісту цільового продукту в концентраті шляхом його випалу. 
Оскільки мова йшла про випал сульфідних руд, унаслідок уловлювання відхідних газів продукували значні обсяги сульфатної кислоти. Так, в 1933-му в Хіноедо виробили 48 тисяч тонн цього продукту.
У 1981-му активи RCAM перейшли до компанії Asturiana de Zinc (AZSA), що первісно була дочірньою компанією RCAM. Наразі AZSA належить транснаціональній корпорації  Glencore.
Рудника Реосін закрили через вичерпання запасів у 2003-му, втім, завод у Хінохедо продовжує роботу. Як зазначається на сайті власника станом на першу половину 2020-х, він щоденно переробляє до 200 тонн концентрату та продукує близько 165 тонн цинкового огарку (оксиду цинку) та 105 тонн рідкого діоксиду сірки. Далі огарок спрямовують на цинкоплавильний завод AZSA у Сан-Хуан-де-Н'єва.